# خاویر گربک
خاویر گربک (انگلیسی: Javier Grbec؛ زادهٔ ۲۴ مارس ۱۹۸۶) بازیکن فوتبال اهل آرژانتین است.